# Мађарски знаковни језик
Мађарски знаковни језик (мађ. magyar jelnyelv) је знаковни језик глувих особа у Мађарској. Постоје историјски докази да су мађарски и аустријски знаковни језик повезани, али Бикфорд (2005) је открио да мађарски, словачки и чешки знак формирају групу са румунским, бугарским и пољским знаком, а не са аустријским. Бикфорд је такође приметио да постоји око седам дијалеката мађарског знаковног језика, са варијацијом која је повезана са резиденцијалном школом за глуве у којој се предаје.
У новембру 2009. године, мађарски парламент је једногласно усвојио Закон CXXV из 2009. о мађарском знаковном језику и употреби мађарског знаковног језика. Године 2020. закон је измењен и допуњен како би се ХСЛ ставио у равноправан положај са говорним мађарским када су у питању испити које признаје држава, признато је право да се истакне употреба ХСЛ уместо увођења глуве деце и унапреди употреба технологија приступачности.
Национално удружење глувих у мађарској се зове Siketek és Nagyothallók Országos Szövetsége (SINOSZ).